# Gap Gold: The Best of The Gap Band
Gap Gold: The Best of The Gap Band é um álbum de greatest hits da banda The Gap Band. Foi lançado em março de 1985 pela Total Experience Records. O álbum contém a maioria dos sucessos comerciais lançados em singles de 1974–1984.

## Performance comercial
Gap Gold estreou em número 103 da parada americana Billboard 200. e foi certificado platina pela Recording Industry Association of America (RIAA) vendendo um milhão de cópias nos Estados Unidos.

## Faixas
- Lado um

1. Burn Rubber (Why You Wanna Hurt Me) – 5:16
2. Outstanding – 3:18
3. I Don't Believe You Want To Get Up And Dance (Oops) – 8:31
4. Party Train – 5:58
5. Stay With Me – 4:10

- Lado dois

1. You Dropped A Bomb On Me – 5:10
2. Early In The Morning – 6:28
3. Yearning For Your Love – 5:41
4. Shake – 4:57
5. Season's No Reason To Change – 4:47

## Paradas

### Semanais
| Parada (1985)                           | Pico |
| --------------------------------------- | ---- |
| Estados Unidos (Billboard 200)          | 103  |
| Estados Unidos (Top R&B/Hip Hop Albums) | 46   |